# Бекбулатов, Шамиль Хайрулович
Бекбулатов, Шамиль Хайрулович — Заслуженный строитель Казахской ССР, доктор транспорта, профессор, академик. Экс-министр автомобильных дорог, экс-министр транспортного строительства РК. Кандидат технических наук.

## Биография
Родился в городе Джалал-Абад Киргизской ССР 9 октября 1936 года. По национальности — татарин.
В 1959 году окончил Томский инженерно-строительный институт по специальности инженера путей сообщения.
В 1992 году получает звание кандидата технических наук. Также является «доктором транспорта», признанным академиком Национальной инженерной академии Республики Казахстан и Международной академии транспорта.
В 2000 году выходит в свет книга Шамиля Бекбулатов «Судьба и дороги», а вслед за ней, в 2003 году, перед нами предстает вторая книга автора — «Дороги ведут в будущее». Также у него на счету 62 публикации и статьи. Соавтор 12 изобретений.
Свободно владеет русским, казахским и татарским языками.
С 1959 года — мастер, прораб, старший прораб, главный инженер ДСР № 23, начальник ДМСУ № 23, главный инженер, управляющий Мостостроительным трестом Министерства автомобильных дорог КазССР (г. Талды-Курган). С 1971 года — начальник Главного управления по строительству автодорог «Каздорстрой», член коллегии Министерства автомобильных дорог КазССР. С 1976 года — первый заместитель министра автомобильных дорог КазССР. С 1981 года — министр автомобильных дорог КазССР. С 1991 года — министр транспортного строительства Казахстана. С 1993 по 2004 годы — президент государственной акционерной компании «Казахстан Жолдары».
Является почетным членом Межправительственного совета дорожников СНГ. Член исполкома Ассоциации строителей Казахстана. Научный советник института «КазНИПИ и ПИ Дортранс». Член редакционного Совета журналов «Транспорт и дороги Казахстана», «Международные автомобильные перевозки Казахстана».
Депутат городского Совета депутатов трудящихся г. Талды-Курган (1969—1971); депутат Верховного Совета КазССР 10-го и 11-го созывов г. Алма-Ата (1982—1993).
Воинское звание — инженер-майор в запасе.
Хобби — работа на земельном участке, выращивание фруктов.
Литературные пристрастия — историческая литература.
У него немного близких друзей и этому есть своё объяснение. Когда вся жизнь посвящена работе, то так мало времени остается на дружбу. Много лет крепкая дружба связывает его с Б. И. Едильбаевым, Е. А. Апсатаровым, Р. С. Якуповым.

## Награды
- Орден Отан (1996)[1]
- Орден Курмет
- Орден Октябрьской Революции
- Орден Трудового Красного Знамени
- «Заслуженный строитель Казахстана»
- 7 медалей
- Почётный дорожник Казахстана
- Почётный инженер Казахстана
- Почётный дорожник РФ
- Почётный работник транспорта России
- Почётный дорожник СНГ (2007)